# Hieronimici

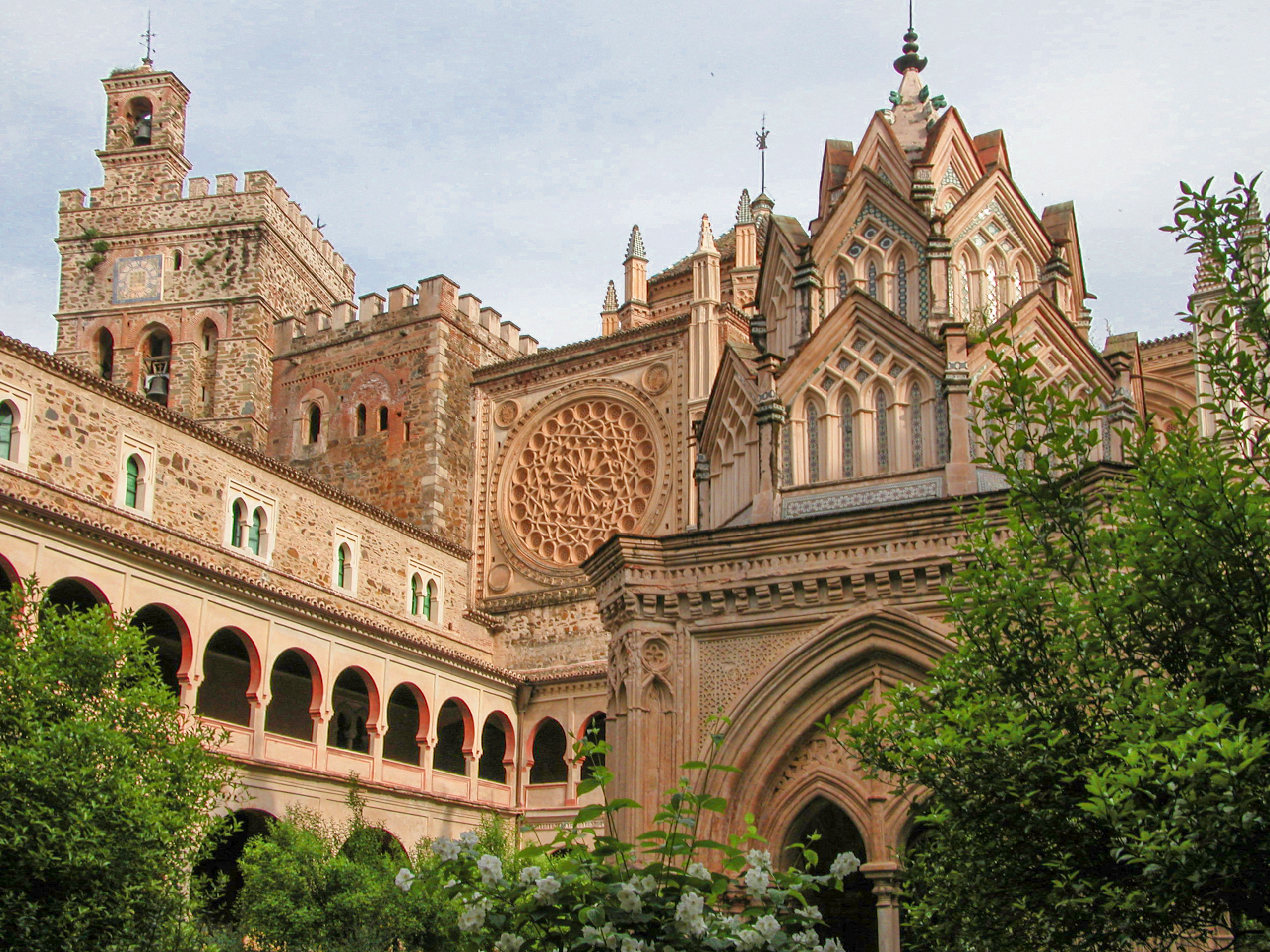
Klasztor królewski Santa María de Guadalupe w Hiszpanii, należący w przeszłości do hieronimitów

Hieronimici (OSH) (łac. Ordo Sancti Hieronymi) – pochodząca od Hieronima ze Strydonu (ok. 347–420), Ojca i Doktora Kościoła zachodniego, popularna nazwa kongregacji eremickich zakładanych w XIV i XV wieku we Włoszech i Hiszpanii. 
Za najsłynniejszy przykład założenia klasztornego hieronimitów uważa się Klasztor Hieronimitów w Belém (obecnie dzielnica Lizbony) z lat 1502–1551, dzieło z epoki panowania Manuela I.